# Institut Max-Planck de physique extraterrestre
L'Institut Max-Planck de physique extraterrestre (en allemand Max-Planck-Institut für extraterrestrische Physik) est une institution scientifique créée, en 1963, au sein de l'Institut Max-Planck de physique, située à Garching bei München, à côté de Munich.
En 1991, l'institution est devenue indépendante. 
L'Institut Max-Planck de physique extraterrestre traite principalement les informations et données obtenues par les satellites d'observations astronomiques, analysant dans les bandes d'infrarouge, de rayons X et de rayons gamma.
Parmi les scientifiques travaillant ou dirigeant l'Institut de physique extraterrestre, le physicien Reinhard Genzel est connu pour son prix Nobel de physique en 2020.